# Мадагаскарські помірно вологі ліси
Мадагаскарські помірно вологі ліси або Мадагаскарські субгумідні ліси (ідентифікатор WWF: AT0118) — афротропічний екорегіон тропічних та субтропічних вологих широколистяних лісів, розташований в центральних районах Мадагаскару.

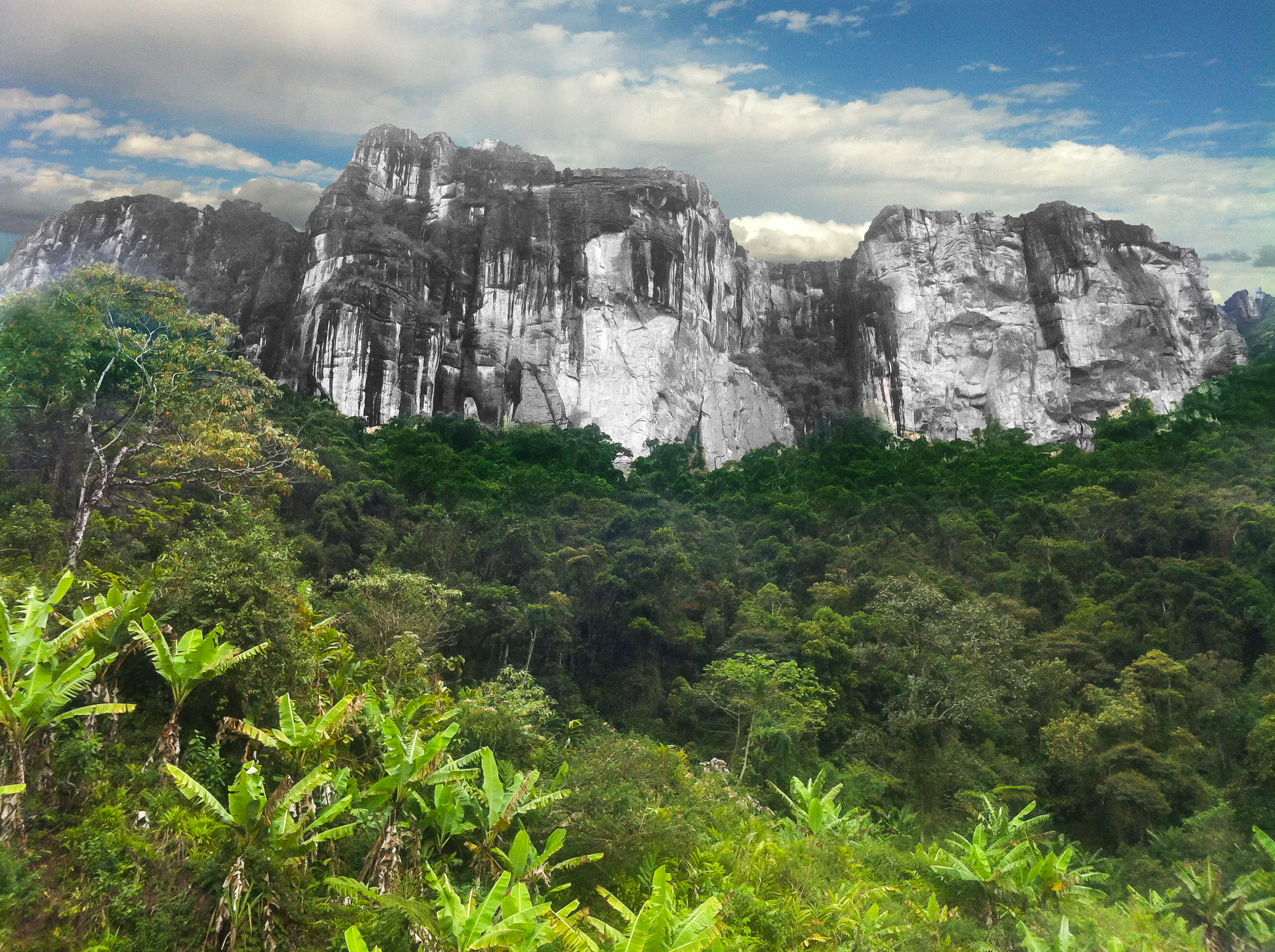
Ландшафт Національного парку Національний парк Андрінгітра

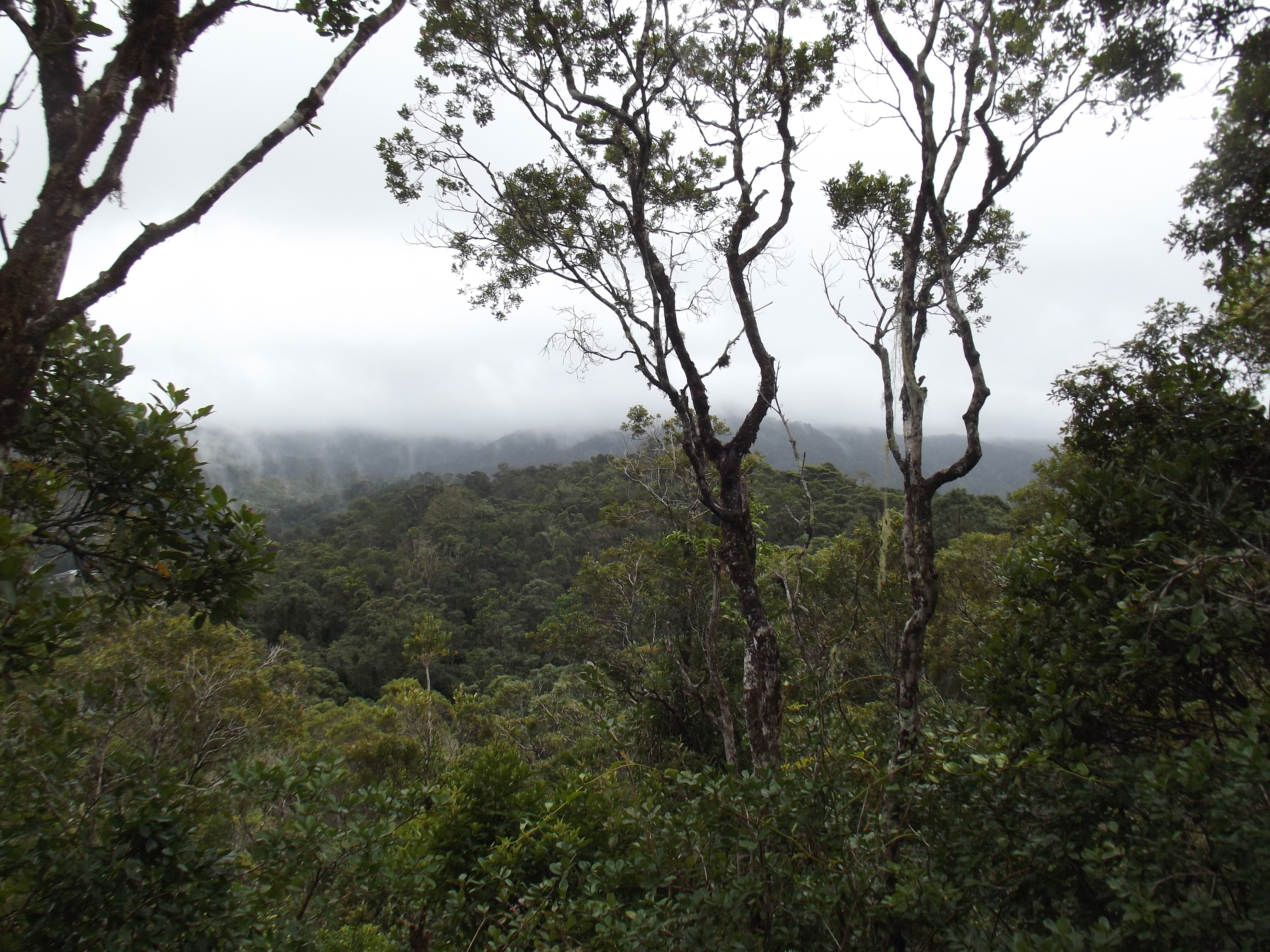
Ландшафт Національного парку Національний парк Раномафана

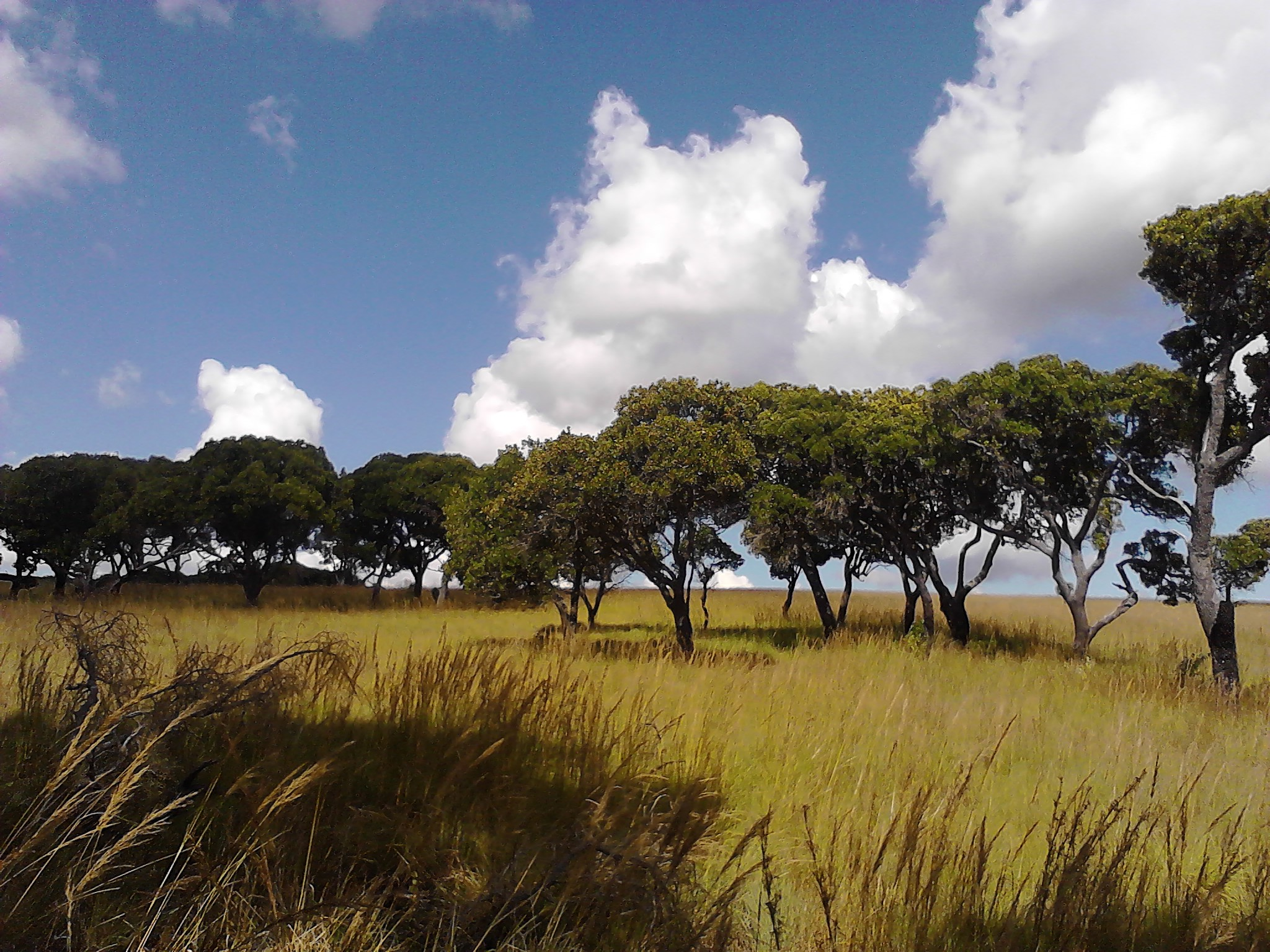
Тапієвий ліс в горах Ітрему

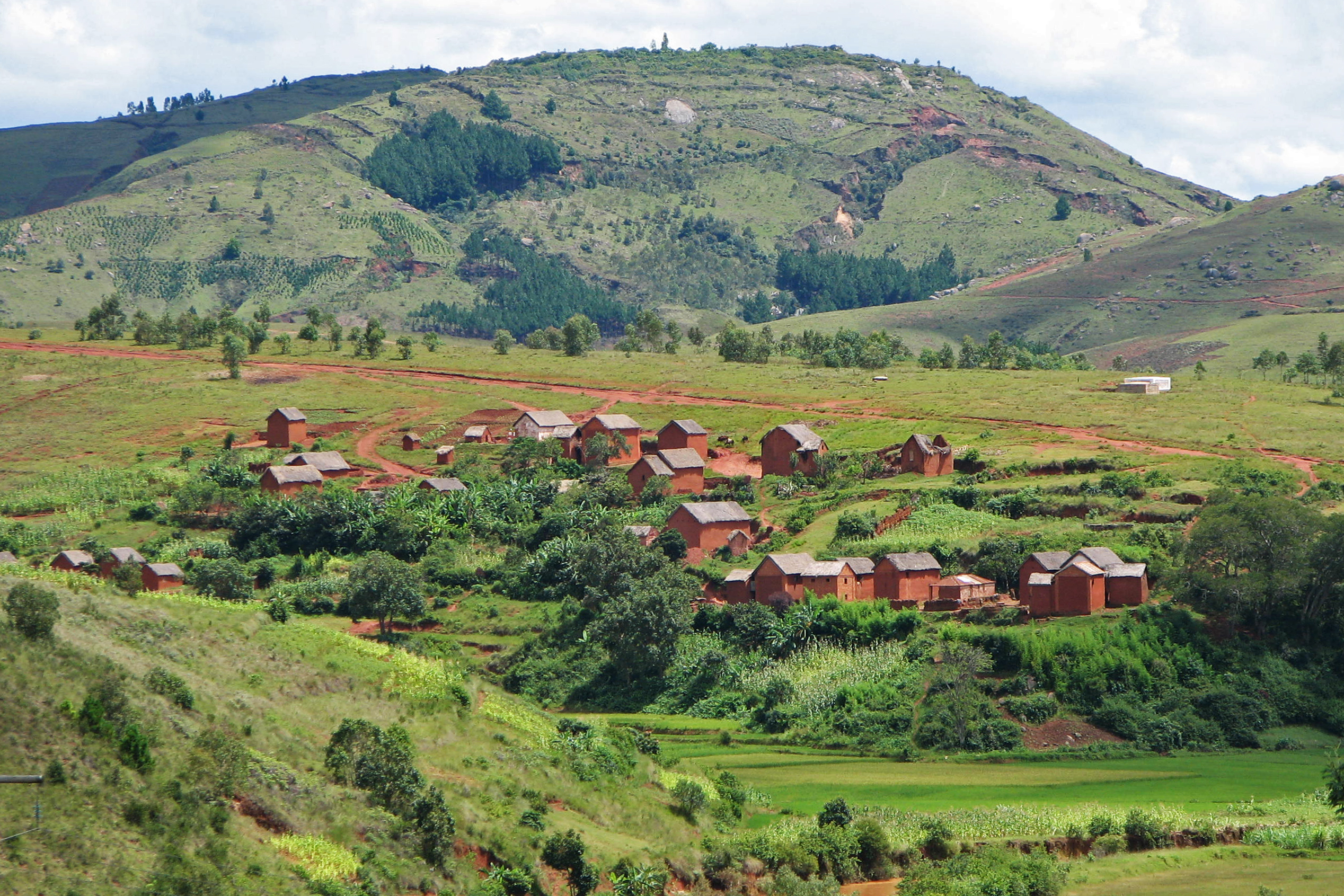
Ландшафт Мадагаскарського нагір'я

## Географія
Екорегіон мадагаскарських помірно вологих лісів охоплює Мадагаскарське нагір'я або Високе плато, розташоване у внутрішніх районах острова Мадагаскар, переважно на висоті понад 900 м над рівнем моря. Воно складається з трьох частин: Центрального, Північного та Південного нагір'їв. 
Центральне нагір'я є найбільшим нагір'ям Мадагаскару і простягається приблизно між 16° та 23° південної широти. Центральне нагір'я включає масиви Анкаратра та Андрінгітра, де розташований пік Бубі висотою 2658 м, найвища вершина Високого плато.
На північному сході Північного нагір'я розташований гірський масив Марожежі, на північному заході — масив Манонгаріву, а на півночі — масив Царатанана, де розташована найвища вершина Мадагаскару — гора Марумукутру висотою 2876 м. Північне нагір'я відділене від Центрального нагір'я Мандріцарським прогином, що простягається із заходу на схід, опускаючись на висоту нижче 800 м над рівнем моря.
Південне нагір'я Мадагаскару включає Анусієнські гори та прилеглі височини, розташовані в південній частині острова. Воно відділене від Центрального нагір'я Менахаракським прогином, який проходить приблизно по 23° південної широти. Найвищою вершиною Південного нагір'я є гора Андохахела висотою 1959 м.
Окрім трьох нагір'їв, екорегіон також включає деякі віддалені гірські масиви, зокрема масив Монтань-д'Амбр, розташований на крайній півночі острова, масив Макай, розташований на заході центрального Мадагаскару, та масиви Ісалу і Аналавелона, розташовані на південному заході острова.
В регіоні Самбірано на північному заході острова Мадагаскар помірно вологі ліси екорегіону простягаються до самого узбережжя Індійського океану та до сусідніх островів Нусі-Бе та Нусі-Комба. Регіон Самбірано є важливим центром ендемізму, однак більшість його лісів знищені або фрагментовані, а значну територію регіону вкривають вторинні луки та сільськогосподарські угіддя.
Регіон Самбірано названий на честь річки Самбірано, яка протікає через його територію. На Мадагаскарському нагір'ї розташовані витоки більшості річок острова, а також деякі важливі водно-болотні угіддя, такі як озеро Алаутра. З геологічної точки зору основу екорегіону складають докембрійські породи фундаменту, які деформувалися та підіймалися протягом мільйонів років. В деяких районах зустрічаються застиглі потоки лави, пов'язані з вулканічними гірськими масивами, та алювіальні відклади, пов'язані з водно-болотними угіддями.
Райони на півдні, заході та півночі Мадагаскару лежать у дощовій тіні Високого плато. На півночі і заході острова, на висоті нижче 600-800 м над рівнем моря помірно вологі ліси екорегіону переходять у мадагаскарські сухі листяні ліси, на півдні — у мадагаскарські сукулентні рідколісся та у мадагаскарські колючі хащі, а на вологому сході острова — у мадагаскарські вологі ліси. У деяких найвищих гірських масивах Мадагаскару, на висоті понад 1800-2000 м над рівнем моря ліси регіону переходять у мадагаскарські вересові хащі.

## Клімат
На сході екорегіону домінує вологий субтропічний клімат (Cwa за класифікацією кліматів Кеппена) або гірський субтропічний клімат (Cwb за класифікацією Кеппена), а на заході — саванний клімат (Aw за класифікацією Кеппена). Середня температура на Високому плато коливається від 15 до 25 °C. З липня по вересень триває прохолодний, сухий сезон, а протягом решти року — більш теплий, вологий сезон. Середньорічна кількість опадів в екорегіоні становить приблизно 1500 мм, хоча в районі Самбірано на північному заході вона може досягати 2000 мм, а на південному заході — лише 600 мм.

## Флора
В межах екорегіону зустрічаються різноманітні рослинні угруповання, розподіл яких залежить від висоти над рівнем моря, клімату та ґрунтів. Основними рослинними угрупованнями регіону є вологі гірські ліси, склерофільні сухі ліси, тапієві ліси, скельні чагарникові зарості та луки.
Природний рослинний покрив екорегіону значно деградував внаслідок втручання людини після того, як Мадагаскар був заселений приблизно 2000 років тому. Значні площі лісів були перетворені на поля та пасовища, а замість місцевих дерев найпоширенішими видами у деяких районах Високого плато наразі є деякі інтродуковані види акацій та евкаліптів. Хоча помірно вологі ліси регіону менш вразливі до пожеж, ніж склерофільні ліси та вересові пустища, часті пожежі, спричинені людьми, перетворили деякі з колишніх лісів екорегіону на савани та луки. Наразі більшу частину Мадагаскарського нагір'я займають луки. Ступінь того, до якої міри поширення в регіоні луків є результатом людського втручання, є предметом дискусій.
Вологі гірські ліси поширені на висоті від 600-800 до 1300 м над рівнем моря, а подекуди в захищених місцевостях на висоті до 1800 м над рівнем моря. Крони дерев в них, як правило, формують закритий лісовий намет, розташований на висоті 20-25 м над землею. Основу вологих гірських лісів регіону складають вічнозелені широколистяні дерева, зокрема різні види тамбурісс (Tambourissa spp.), крилолистів (Pterophylla spp.), симфоній (Symphonia spp.), домбей (Dombeya spp.), ділобей (Dilobeia spp.), дальбергій (Dalbergia spp.), канаріумів (Canarium spp.), євгеній (Eugenia spp.), протосумахів (Protorhus spp.), гревій (Grewia spp.), брахілен (Brachylaena spp.), полісціасів (Polyscias spp.), верноній (Vernonia spp.), хурми (Diospyros spp.) та астроженьшеня (Astropanax spp.), а також деякі хвойні дерева, зокрема мадагаскарські ногоплідники (Podocarpus madagascariensis). Серед ендемічних дерев, що зустрічаються у вологих гірських лісах та в деяких інших високогірних угрупованнях, слід відзначити різні види ефіппіандр (Ephippiandra spp.). Вологі гірські ліси характеризуються густим підліском з кущів та трав'янистих рослин. Дерева тут густо вкриті епіфітами — мохами, лишайниками, папоротями, орхідеями, зокрема різними видами бульбофіллумів (Bulbophyllum spp.), а також різними епіфітними видами медінілл (Medinilla spp.), каланхое (Kalanchoe spp.), омелових кактусів (Rhipsalis spp.) та переромій (Peperomia spp.).
Вічнозелені ліси також поширені в регіоні Самбірано, розташованому на північному заході Мадагаскару, на захід від масивів Царатанана та Манонгаріво. У цьому регіоні випадає більше опадів, ніж в інших районах західного узбережжя, що дозволяє підтримувати вологі ліси, розвинений лісовий намет в яких розташований на висоті 25-30 м над землею. В лісах Самбірано переважають вічнозелені види, а також зустрічаються деякі листопадні породи дерев, характерні для лісів півночі та заходу Мадагаскару. Самбіранські ліси є домом для кількох ендемічних видів рослин і тварин, однак за століття їх площа скоротилася до кількох невеликих ділянок.
На висоті від 1300 до 2000 м над рівнем моря зустрічаються невисокі склерофільні гірські ліси та рідколісся, основу яких складають дрібнолисті дерева. Лісовий намет в цих лісах, як правило, розташований на висоті до 10-13 м над землею, внаслідок чого склерофільні ліси часто нагадують хащі. Серед дерев, що складають основу склерофільних лісів екорегіону, слід відзначити вітексову дікорифу (Dicoryphe viticoides), рівножилкову тіну (Tina isoneura), малу разафімандімбізонію (Razafimandimbisonia minor) та таратанську баронію (Baronia taratana). Голонасінні види, зокрема різні види ногоплідників (Podocarpus spp.), та бамбуки можуть утворювати тут чисті насадження. Дерева та ґрунт в склерофільних лісах вкриті мохами та лишайниками.
Тапієві ліси ростуть на сухих західних схилах Центрального нагір'я, у його дощовій тіні, на висоті від 600 до 1600 м над рівнем моря. Основу цих лісів складають характерні тапієві дерева (Uapaca bojeri), а також деякі інші дерева, зокрема бідноцвіті лептолени (Leptolaena pauciflora), ксерохламуси Боєра (Xerochlamys bojeriana) та довголисті сарколени (Sarcolaena oblongifolia), які характеризуються вузлуватими гілками та дрібним листям. Вони утворюють відносно густий лісовий намет, розташований на висоті 10-12 м над землею, який забезпечує легку тінь на лісовій підстилці. Серед інших дерев, що зустрічаються в тапієвих лісах, слід відзначити густоцвіту астеропею (Asteropeia densiflora), вільхолисту агарісту (Agarista salicifolia), мадагаскарську додонею (Dodonaea madagascariensis), вуховертколисту форею (Faurea forficuliflora), дрібнолисту брахілену (Brachylaena microphylla), сіру дікому (Dicoma incana), таратанську баронію (Baronia taratana), букшпанолисту абрахамію (Abrahamia buxifolia) та неокуссонію Боєра (Neocussonia bojeri), а також різні види крилолистів (Pterophylla spp.), разафімандімбізоній (Razafimandimbisonia spp.) та коптоспермумів (Coptosperma spp.). В підліску тапієвих лісів переважно чагарники, зокрема різні види верноній (Vernonia spp.), псіадій (Psiadia spp.), жовтозілля (Senecio spp.), пушняка (Conyza spp.) та цмину (Helichrysum spp.) з родини айстрових (Asteraceae), різні види еріки (Erica spp.) та чорниці (Vaccinium spp.) з родини вересових (Ericaceae), а також різні представники родин маренових (Rubiaceae) та бобових (Fabaceae). Тапієві ліси вразливі до пожежі і там, де вони спалахують, утворюються рідколісся або савани з трав'яним підліском. Найбільші збережені масиви тапієвих лісів зустрічаються в гірських масивах Ісалу та Ітрему, серед пісковиків та кварцитів.
Серед скельних відслонень та пісковикових і гранітних інзельбергів зустрічаються чагарникові зарості. Ці рідкісні рослинні угруповання ростуть на тонкому ґрунті в тріщинах серед скель, і рідко перевищують два метри у висоту. Серед рослин, що складають ці скельні зарості, слід відзначити щетинконосу колеохлою (Coleochloa setifera), мускусний миротамнус (Myrothamnus moschata) та різні види молочаю (Euphorbia spp.), а також багато ендемічних видів, зокрема сукулентних представників алое (Aloe spp.), каланхое (Kalanchoe spp.) та товстонога (Pachypodium spp.). Деякі рослини, що ростуть серед скель, періодично висихають, а коли починається період дощів — оживають. До таких видів належать плауни їжачкуваті нитинки (Selaginella echinata) та папороті з родів Pellaea, Actiniopteris та Notholaena.
Значні території Мадагаскарського нагір'я вкривають вторинні луки, на яких переважно зустрічаються чужорідні або пантропічні види трав і дерев. На деяких ділянках цих луків ростуть лише 3-4 види трав'янистих рослин, які формують практично стерильний ландшафт з надзвичайно низьким видовим різноманіттям та ендемізмом. На висоті від 1200 до 1500 м над рівнем моря поширені низькотравні луки, відомі як танеті, на яких переважають рудуваті арістіди (Aristida rufescens) та подібні арістіди (Aristida similis). На висоті від 1600 до 1900 м над рівнем моря, на північ і північний схід від Антананаріву поширені луки тампокеца, основу яких складають звичайні лудетії (Loudetia simplex subsp. stipoides). Ці луки перемежовуються ділянками реліктових лісів, у яких збереглися деякі місцеві вогнестійкі види дерев, зокрема шляхетні бісмаркії (Bismarckia nobilis) та дерева мандрівників (Ravenala madagascariensis). Низькотравні вторинні луки також замінили більшість тапієвих лісів, що колись росли на західних схилах Високого плато, на висоті від 800 до 1600 м над рівнем моря.

## Фауна
До появи на Мадагаскарі людей субгумідні ліси екорегіону були домом для особливої мегафауни острова, зокрема для велетенських лемурів, деякі з яких були більшими за сучасних горил, епіорнісів, велетенських страусоподібних птахів, деякі з яких досягали понад три метри у висоту, карликових бегемотів та велетенських черепах Aldabrachelys abrupta і Aldabrachelys grandidieri. Ці види вимерли внаслідок зникнення природного середовища та полювання. Більшість ендемічних тварин екорегіону наразі зустрічаються у залишках лісів, переважно на території заповідників.
В межах екорегіону зустрічаються 24 ендемічних або майже ендемічних видів ссавців. До таких видів належать самбіранські мишачі лемури (Microcebus sambiranensis), самбіранські авахі (Avahi unicolor) та самбіранські вильчастосмугі лемури (Phaner parienti), поширені в регіоні Самбірано, алаутранські бамбукові лемури (Hapalemur alaotrensis), поширені в очеретяних заростях навколо озера Алаутра, а також ряд гризунів та тенреків, зокрема східні воалаво (Voalavo antsahabensis), пухнастохвості анцангі (Brachytarsomys villosa) та гірські смугасті тенреки (Hemicentetes nigriceps). Багато видів, зокрема золотисті лемури (Hapalemur aureus) та широконосі лемури (Hapalemur simus), зустрічаються як в помірно вологих лісах Високого плато, так і у вологих лісах на сході Мадагаскару.
Екорегіон є домом для низки ендемічних та майже ендемічних видів птахів. Рудоголові підкіпки (Atelornis crossleyi), сіроголові тетраки (Xanthomixis cinereiceps), струмкові нагірники (Monticola sharpei) та жовтоброві фотидані (Crossleyia xanthophrys) є ендеміками помірно вологих лісів Мадагаскарського нагір'я. Короткодзьобі голоброви (Neodrepanis hypoxantha) та мадагаскарки (Cryptosylvicola randrianasoloi), окрім лісів регіону, також зустрічаються у високогірних вересових хащах, реліктові тетраки (Xanthomixis apperti), жовточереві асіті (Philepitta schlegeli) та східні коуа (Coua coquereli) — в сухих тропічних лісах і чагарникових заростях на заході Мадагаскару, а мадагаскарські фунінго (Alectroenas madagascariensis), мадагаскарські змієїди (Eutriorchis astur), мадагаскарські сипухи (Tyto soumagnei), коротконогі підкіпки (Brachypteracias leptosomus), східні ванги-вузькодзьоби (Xenopirostris polleni), емухвости (Bradypterus brunneus) та ще близько 15 видів птахів — у низинних вологих лісах на сході острова. 
На водно-болотних угіддях екорегіону зустрічаються майже ендемічні тонкодзьобі погоничі (Sarothrura watersi), мадагаскарські баранці (Gallinago macrodactyla), мадагаскарські пастушки (Rallus madagascariensis) та мадагаскарські ластівки (Riparia cowani). На озері Алаутра раніше зустрічалися ендемічні алаотрські пірникози (Tachybaptus rufolavatus) та мадагаскарські попелюхи (Aythya innotata). Внаслідок знищення природного середовища та інтродукції до озера хижих смугастих змієголовів (Channa striata) популяція цих видів у XX столітті значно скоротилася. Алаотрська пірникоза вимерла у 2010 році. Мадагаскарський попелюх також деякий час вважався вимерлим, однак у 2006 році на озері Мацаборімена, розташованому за 330 км на північ від Алаутри, була знайдена зграя цих качок, що нараховувала 22 особини. Мадагаскарських попелюхів вдалося зберегти в неволі, і у 2018 році розпочалася програма з реінтродукції виду в дику природу.
В межах екорегіону зустрічаються понад 25 ендемічних видів плазунів та понад 20 ендемічних видів амфібій. Серед ендемічних представників герпетофауни екорегіону слід відзначити хамелеонів — Calumma oshaughnessyi, C. tsaratananense, C. fallax, Furcifer petteri, F. campani, F. minor, Brookesia antakarana, B. lineata та Palleon lolontany, сцинків — Trachylepis madagascariensis, T. nancycoutuae, Flexiseps meva та Flexiseps crenni, геконів — Lygodactylus blanci та Phelsuma klemmeri, ящірок — Zonosaurus ornatus та змій — Pseudoxyrhopus ankafinaensis, Liopholidophis grandidieri та L. sexlineatus. Серед ендемічних амфібій, що зустрічаються в регіоні, слід відзначити Rhombophryne testudo, Scaphiophryne gottlebei, Mantella crocea, M. cowanii, Blommersia domerguei, Boophis laurenti та B. microtympanum.

## Збереження
Центральне нагір'я є найбільш густонаселеним регіоном Мадагаскару, і його населення з кожним десятиліттям зростає. Тут розташована столиця та найбільше місто Мадагаскару Антананаріву, в якому живе понад мільйон людей.
Починаючи з приблизно 600 року н.е. жителі Високого плато займалися підсічно-вогневим землеробством. Значна частина природного рослинного покриву екорегіону була знищена внаслідок діяльності людей. Між 1953 та 2014 роками Мадагаскар втратив 44 % свого рослинного покриву. Іншими загрозами для збереження природи регіону, окрім знищення лісів, є надмірна експлуатація природних ресурсів, поширення інтродукованих видів та забруднення.
Оцінка 2017 року показала, що 10 776 км², або 10 % екорегіону, є заповідними територіями. Природоохоронні території включають: Національний парк Марожежі, Національний парк Ісалу, Національний парк Раномафана, Національний парк Андохахела, Національний парк Андрінгітра, Національний парк Локобе, Національний парк Монтань-д'Амбр, Національний парк Бефорака-Мідунгі, Природний заповідник Царатанана, Спеціальний заповідник Амбатовакі, Спеціальний заповідник Амбохіджанахарі, Спеціальний заповідник Амбохітантелі, Спеціальний заповідник Аналамерана, Спеціальний заповідник Анджанахарібе-Суд, Спеціальний заповідник Анкарана, Спеціальний заповідник Івохібе, Спеціальний заповідник Каламбатрітра, Спеціальний заповідник Манонгаріву та Спеціальний заповідник Тампокеца-Аналамаїцу.